# باريس سان جيرمان للسيدات
فريق باريس سان جيرمان للسيدات (بالفرنسية:La section football féminin du Paris Saint-Germain) هو فريق كرة قدم نسائية فرنسي، وهو الفريق النسائي لفريق باريس سان جيرمان.